# Cartomancie
Ne doit pas être confondu avec Cartomanie.
La cartomancie est un art divinatoire utilisant le tirage des cartes : divination par les cartes ou carto-mancie. Les cartomanciens sont parfois appelés « diseurs de bonne aventure ».

## Historique

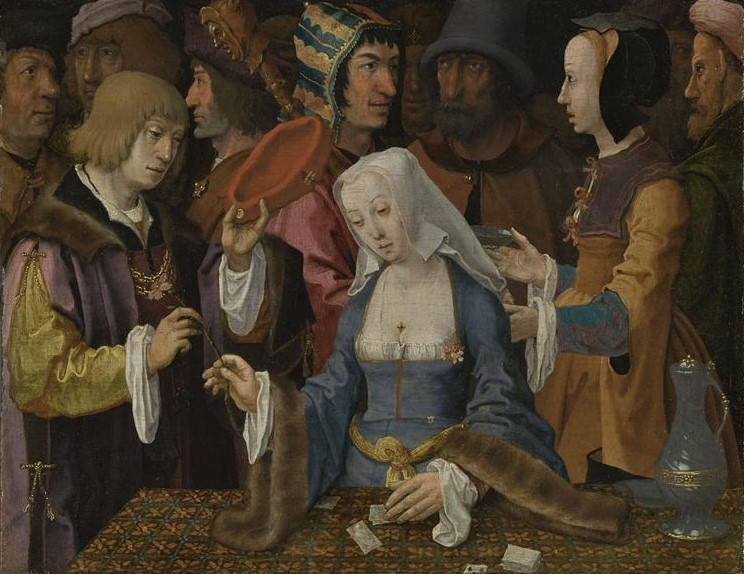
Lucas van Leyden, La Tireuse de cartes, 1508, Paris, Musée du Louvre.

On trouve des traces de la cartomancie dès le XVe siècle en Espagne et dès le XVIe siècle en Italie : il serait cité par Pic de la Mirandole et surtout en 1540 par Francesco Marcolini dans Le sorti intitolate giardino d’i pensieri qui utilise des cartes et un livre d'oracles. En Espagne encore, en 1556, Martin de Azpilcueta est l'auteur du Compendio del Manual de Confessores dans lequel il condamne clairement la divination fondée sur l'utilisation des cartes.
Au siècle des Lumières, dans la période pré-révolutionnaire, la cartomancie a atteint un apogée en France et est révélée à un très large public avec Etteilla (Jean-Baptiste Alliette, 1738-1791) sous le nom de cartonomancie pour le jeu de 32 cartes (Le petit Etteilla ou L'Art de tirer les cartes 1753 publié en 1791) puis des cartes de tarot qui se fonde sur des travaux antérieurs : l'interprétation des cartes du tarot de Marseille par Antoine Court de Gébelin. Cette cartomancie sera particulièrement reprise par la « Sybille de la Révolution et de l'Empire », Marie-Anne Lenormand, plus connue sous le nom de « Mademoiselle Lenormand », qui prétendit avoir conseillé tout ce que la période dans laquelle elle a vécu a connu de célébrités politiques ou artistiques (abusivement pour beaucoup de noms cités). Après la mort de Mlle Lenormand et durant les siècles qui suivirent, de nombreux jeux de cartes — illustrés, à l'inverse des jeux de cartes classiques à enseigne française qu'utilisait Mlle Lenormand — furent publiés dans plusieurs pays d'Europe sous les appellations de Jeu de Mademoiselle Lenormand ou Grand Lenormand ou encore Le Petit Lenormand.
La cartomancie telle qu'elle est entendue à la fin du XXe siècle et au début du XXIe siècle relève principalement d'un héritage de la cartomancie relancée par Court de Gébelin et Etteilla ; l'emploi assez généralisé (mais pas exclusif) du tarot de Marseille et de ses dérivés (Wirth, Rider-Waite, etc.) est principalement dû à Court de Gébelin. Toutefois, au XXIe siècle, la cartomancie emploie toujours les tarots de Marseille ou de Besançon, les tarots modernes, les jeux de cartes standardisés à enseigne française ou espagnole, et finalement tout type de jeu de cartes. Le XXe siècle a aussi vu le développement de nombreux jeux de cartes sous la forme d'oracles divinatoires, qui ne conservent aucune référence visible aux cartes standardisées ou historiques ni aux tarots.
À aucune époque il n'a pour le moment été trouvé de preuve qu'un jeu de cartes à usage ludique ait été également créé pour une utilisation en cartomancie.
Un jeu intitulé « Jeu de cartomancie pour l’amusement des dames » vient toutefois d’être découvert. Doté du privilège du Roi enregistré le 15 avril 1788, c’est le premier jeu dit de « Cartomancie » au monde. Ce jeu de LXVI cartes présente le roi Louis XVI en effigie, la Reine Marie Antoinette sur la deuxième carte, des ministres, des souverains étrangers et des allégories sur les suivantes . Ce jeu se dévoile sous un aspect essentiellement ludique et se trouve à l’origine des nombreuses références iconographiques des oracles divinatoires des siècles derniers. Son auteur, le sieur Duhamel, Comte de Précourt, colonel d’infanterie, a été impliqué dans l’Affaire du Collier de la Reine.
En France, en 1948, Paul Marteau, alors directeur des cartiers Grimaud, publie Le Tarot de Marseille, un autre ouvrage qui aura une importance dans les pratiques de cartomancie liées au tarot, tout comme la version du tarot de Marseille de Paul Marteau (en fait une modification d'une copie tardive par Lequart du tarot de Nicolas Conver) eut un rayonnement international qui marqua une étape importante dans l'histoire de la cartomancie, tout comme dans celle de la taromancie et de la tarologie.

## La divination par les cartes

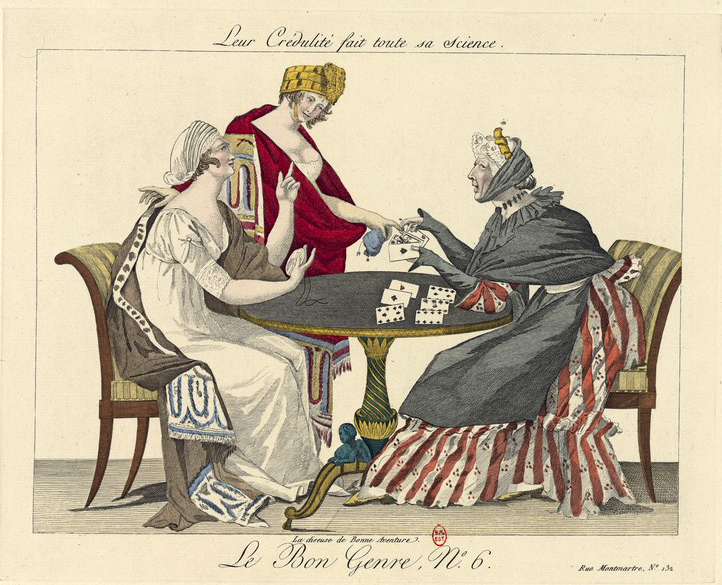
Leur crédulité fait toute sa science, caricature dans Le Bon Genre, 1801.

L'essentiel du travail de "divination" consiste en l'utilisation de l'intuition et de l'écoute active afin de deviner certains éléments de la vie de la personne, à relier ensuite au symbolisme classique des cartes. Les détracteurs assimilent cette pratique à de la pure lecture froide.
La cartomancie, quand elle utilise le tarot, est alors appelée taromancie (et parfois tarologie). Les autres pratiques de cartomancie utilisent principalement des jeux de cartes standards à enseigne française, anglaise ou espagnole.
La cartomancie désigne également l'utilisation de cartes spécifiquement créées pour être utilisées dans des pratiques divinatoires, ces jeux de cartes sont souvent appelées oracles, chacun ayant un nombre de cartes qui lui est propre, ses cartes représentant des prédictions plus ou moins précises, qui peuvent être interprétées dans une combinatoire spécifique. De nombreux oracles ont été édités : on peut citer, parmi les plus populaires : L'Oracle Belline, L'Oracle Lenormand, ou encore l'Oracle Gé. Dans le cas de l'usage de ce type d'oracle, l'interprétation relève plus d'un caractère aléatoire des prédictions que de la sensibilité ou de la capacité du lecteur de cartes à créer des interprétations originales, ou en tous cas cette sensibilité ou capacité est plus contrainte ou guidée par les éléments représentés sur les cartes.

## Correspondance des jeux de tarot avec les jeux standards
La pratique de cartomancie française repose majoritairement sur le jeu des quatre couleurs : piques, cœurs, trèfles et carreaux. De nos jours, le jeu de 32 cartes est le plus utilisé en cartomancie, suivi du jeu de 52 cartes.
Les quatre emblèmes - deniers, bâtons, épées et coupes - communes aux cartes à enseigne espagnole ou italienne et aux tarots anciens (tarots italiens et Tarot dit de Marseille) permettraient de comprendre le sens divinatoire des quatre couleurs des cartes à jouer (trèfle, carreau, pique et cœur) que l'on trouve tant dans le tarot à jouer que dans les jeux de 52 et de 32 cartes. Le rapport des couleurs modernes avec les couleurs anciennes ne fait pas consensus ; les études historiques [réf. nécessaire] du tarot confirment les correspondances coupes-cœurs et épées-piques, et affirment plus clairement une évolution des bâtons en trèfles et des deniers en carreaux (lien inactif), alors que certaines pratiques de cartomancie préféreraient voir une correspondance des bâtons aux carreaux et des deniers aux trèfles. Cette dernière hypothèse se voit confirmée par études récentes telle celle du site Unicorne.

## Les tireuses de cartes dans la littérature
- Éléonore Tenaille de Vaulabelle publie La Tireuse de cartes, vaudeville en un acte, Paris, 1848.
- Honoré de Balzac était un adepte de la cartomancie et croyait à sa réalité scientifique. Il met en scène cette pratique dans le personnage de Madame Fontaine, laquelle est installée dans un réduit crasseux de la rue Vieille-du-Temple à Paris. Dans le jeu à cinq francs, elle se contente de tirer les cartes et informe le client sur son passé[20]; dans le jeu à cent francs, la poule noire et le crapaud Astaroth interviennent sur les cartes et lui permettent de prédire l'avenir[21].

## Point de vue scientifique
L'activité de « prédiction » n'est généralement pas reconnue par la communauté scientifique en dehors des modèles statistiques. Les pratiques divinatoires populaires comme la cartomancie n'ont pas de fondement scientifique.
Pour la zététique, le ressort essentiel de la cartomancie réside dans l'effet Barnum (ou effet de Bertram Forer).